# Francesco Toldo
Francesco Toldo, född 2 december 1971 i Padova i Italien, är en före detta fotbollsmålvakt som slutade spela fotboll i professionell nivå under 2010 (officiellt 7 juni 2010). Han spelade bland annat för de italienska storklubbarna Fiorentina och Inter.

## Klubblag
Toldo spelade i sina yngre år för AC Milan, men fick inte spela en enda match för dem. Istället lånade de ut honom till Verona, Trento och Ravenna åren 1990–1993. Toldo bytte sedan klubb till Fiorentina och spelade med dem i åtta säsonger, där han var med och vann Coppa Italia två gånger och spelade i Champions League.
Efter Fiorentina började han 2001 spela för Inter, där han spelade fram till säsongen 2009/2010. Efter att han lagt skorna på hyllan så fortsatte han jobba med Inters ledning tillsammans med Luis Figo. Han var förstemålvakt för laget fram tills Júlio César tog över platsen, efter att Toldo inte ville spela i Inters vänskapsmatchturné i England över sommaren. Han blev åter förstemålvakt i februari 2006 i och med förlängningen av hans kontrakt och Césars formsvacka.

## Landslaget
Toldo debuterade i landslaget den 8 oktober 1995 i en kvalmatch till EM 1996, mot Kroatien. Toldo blev känd för sin insats för Italien under fotbolls-EM 2000, där han fick vara målvakt efter att Buffon hade brutit ena handen i en vänskapsmatch mot Norge. Toldo räddade en straff i semifinalen mot Nederländerna och två vid straffläggningen som följde förlängningen av matchen. Detta ledde laget till final, där de dock fick nöja sig med silvermedalj, efter att ha blivit slagna av Frankrike.
Han var med som reservmålvakt utan att spela under EM 1996, VM 1998, VM 2002 och EM 2004.
Toldo har inte spelat en match för det italienska landslaget sedan 2004. Detta kan bero på flera orsaker, exempelvis att det finns många stora italienska målvakter, som Gianluigi Buffon, Angelo Peruzzi och Gianluca Pagliuca.

## Kuriosa
Toldo spelade som försvarare fram tills han var 13 år gammal, då han bestämde sig för att bli målvakt istället.